# United Christian Democratic Party
Die United Christian Democratic Party (UCDP) ist eine südafrikanische Partei.

## Geschichte
Die Wurzeln der Partei reichen bis 1974 zurück, als die Bophuthatswana National Party gegründet wurde, die unter Lucas Mangope das Homeland Bophuthatswana bis zu dessen Auflösung im Jahr 1994 regierte. Während dieser Zeit änderte die Partei ihren Namen zunächst in Bophuthatswana Democratic Party, dann in Christian Democratic Party.
Nach dem Ende der Apartheid ließ Mangope seine Partei unter ihrem neuen Namen wiederaufleben. Bei den nationalen Wahlen von 1999 konnte sie in das südafrikanische Parlament einziehen und erreichte bei den nachfolgenden Wahlen von 2004 fast das gleiche Ergebnis.

## Politische Positionen
Dem Namen entsprechend ist die UCDP eine christdemokratische Partei. Gemäßigt in ihren Positionen, besonders im Vergleich zur African Christian Democratic Party, kehrt sie heute in ihrem Parteiprogramm ihre Regierungszeit in Bophuthatswana als ein aus ihrer Sicht leuchtendes Vorbild heraus. Das erste Standbein der UCDP ist die Provinz North West, in der große Teile des früheren Homelands Bophuthatswana eingegangen sind. Dort war sie zeitweise größte Oppositionspartei. In anderen Provinzen ist die UCDP eher unbedeutend.
Ähnlich wie andere Oppositionsparteien auch, kritisiert die UCDP den regierenden ANC dafür, dass dieser hinsichtlich Kriminalitätsrate, Gesundheitssystem, Arbeitslosigkeit und Infrastruktur versagt habe und Vetternwirtschaft und Korruption zugenommen hätten. Einer Untersuchung des Human Sciences Research Council (HSRC) zufolge war 2003 85 % der Wählerschaft der Partei weiblich.

## Ergebnisse bei nationalen Wahlen
| Wahl von ... | Prozent          | Sitze |
| ------------ | ---------------- | ----- |
| 1999         | 0,78 %           | 3     |
| 2004         | 0,75 %           | 3     |
| 2009         | 0,37 %           | 2     |
| 2014         | 0,12 %           | 0     |
| 2019         | nicht angetreten | –     |